# Illergletscher

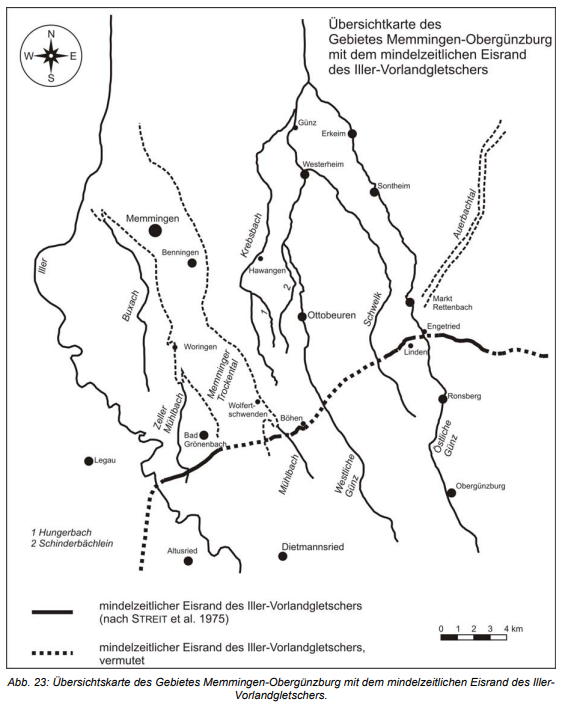
Eisrand des Iller-Vorlandgletschers

Der Illergletscher (Iller-Vorlandgletscher) war der Gletscher des Flusses Iller. Er erreichte während der Mindel-Kaltzeit (vor 460.000 bis max. vor 320.000 Jahren) seinen Hochstand und hinterließ dabei den Moränenwall der Holzheuer Höhe bei Apfeltrach. Die Abbildung zeigt den maximalen Eisrand des Gletschers südlich von Grönenbach und Markt Rettenbach und die Lage des Memminger Trockentals.
Der Illergletscher floss im Konstanzer Tal (Alpseetal) mit dem Rheingletscher zusammen. Im Bereich des Kemptner Waldes traf der Gletscher auf den Wertach- und Lechgletscher.
Aus den Allgäuer Alpen drang der Illergletscher bis ca. zwei Kilometer südöstlich von Grönenbach vor. Das Gebiet des Kempter Waldes war zu dieser Zeit völlig von Eis bedeckt.

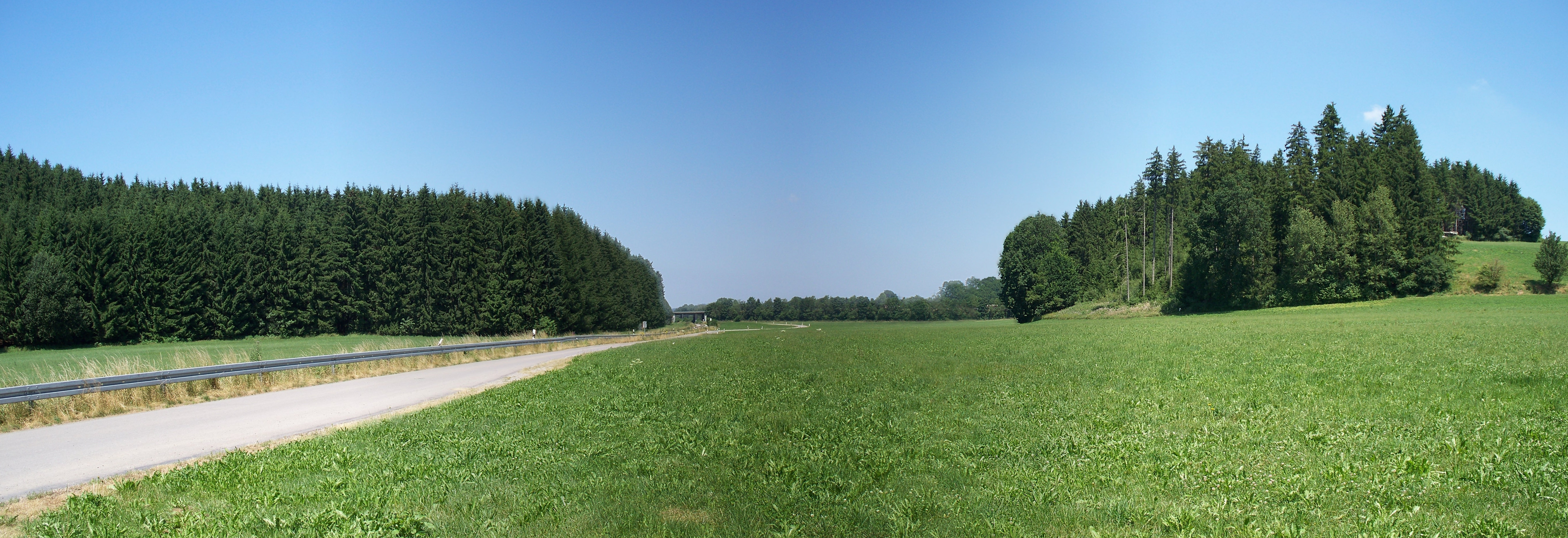
Trompetental bei Bad Grönenbach

Bei Ziegelberg hinterließ der Gletscher ein großes Trompetental. Es weitet sich gut sichtbar trichterförmig nach Norden, gleich eines Trompetenhalses. Es ist das ursprüngliche Bett der Iller.
Die Stelle, wo die Gletscherwässer durch die Endmoräne ins Trompetental gebrochen sind, wird auch als „Allgäuer Tor“ bezeichnet.

## Letzte Eiszeit
Während der Würm-Kaltzeit vor etwa 18.000 Jahren transportierte der Gletscher den Findling Dengelstein aus dem Bereich Rottachberg/Immenstadt ins Kemptner Umfeld.
Bei Altusried hatte er noch bis vor etwa 10.000 Jahren eine Eisdicke von 100 Metern. Aus dem geschmolzenen Eis hat sich im Lauf der Zeit ein riesiger See gebildet, welcher mit der Zeit zum Iller-Durchbruch geführt hat, westlich des ursprünglichen Betts. Aus der Ur-Iller wurde das Memminger Trockental mit seinen mächtigen Kiesablagerungen.